# Hadai Jenő
Hadai Jenő (Temesvár, 1930. február 19. – 2006. augusztus 26.) romániai magyar szerkesztő, újságíró, műfordító.
Hadai G. Klára férje. Szülővárosában ipari gimnáziumot végzett (1947), a bukaresti Zsdanov Pártfőiskolán államvizsgázott (1955). Az IMSZ Temes megyei, később központi instruktora, majd 1958-tól 1965-ig a KISZ Központi Bizottságának sajtóosztályán dolgozott. A Pionír főszerkesztője (1965–67), megalakulásától a Jóbarát felelős szerkesztője (1967–74), majd e lap belső munkatársa volt.
Műfordítóként magyarországi és romániai klasszikus és modern magyar szerzők műveit tolmácsolja a román közönségnek. Szabó Magda Mondják meg Zsófikának (társfordító Horia Aramă, 1974), Karinthy Frigyes Delejes halál (társfordító Costache Anton, 1975), Kiss János Díszelőadás (1981) című munkáinak lefordítása után  Karinthy Frigyes Utazás Faremidóba és Capillária, valamint Kovács György A hadnagy és a tünemény című köteteinek átültetése következett.